# Felipe Fontana

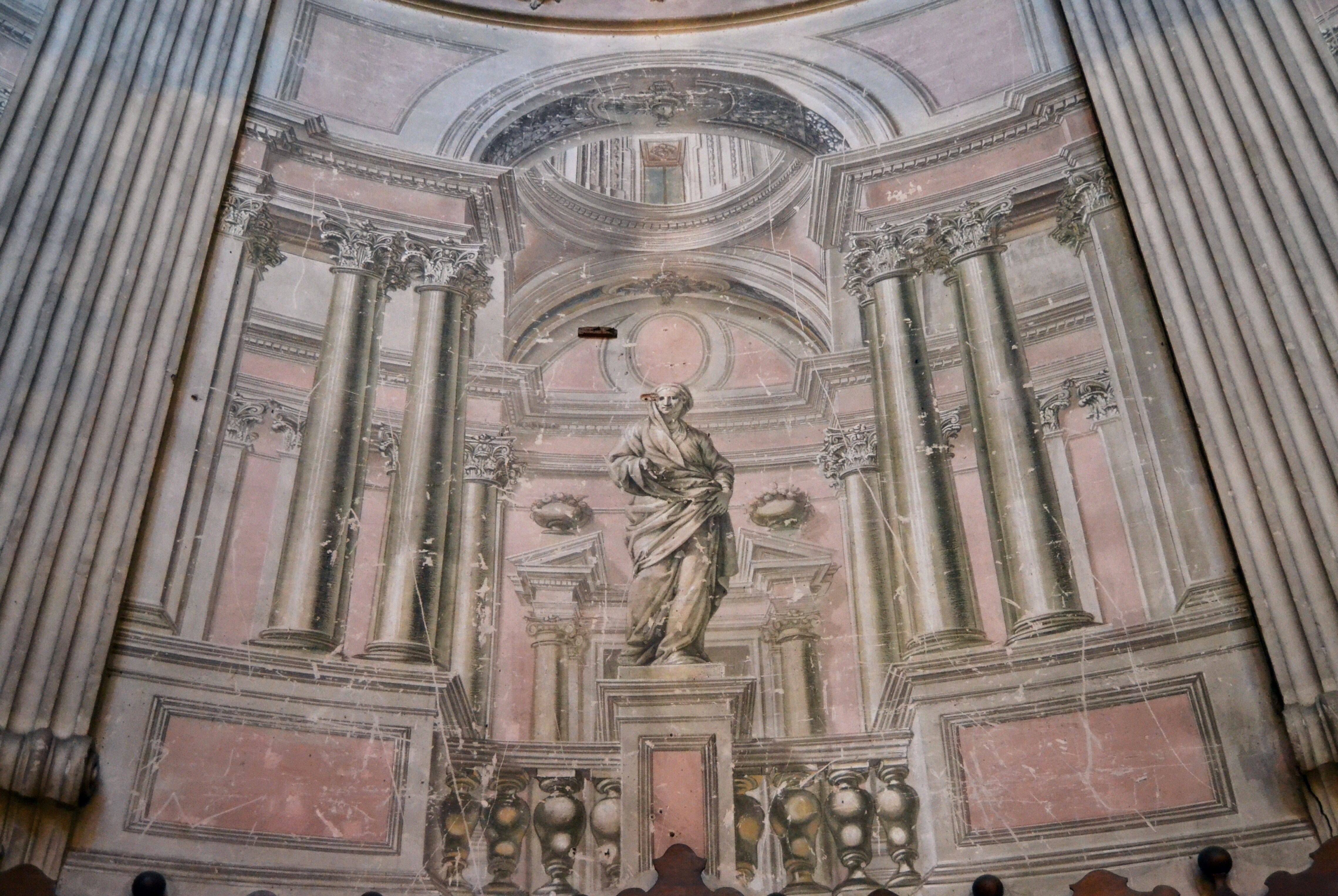
Perspectivas arquitectónicas fingidas del ábside de la iglesia del Temple de Valencia

Filippo  o Felipe Fontana (Bolonia, 1 de mayo de 1744-Madrid, 21 de agosto de 1800) fue un arquitecto y pintor de escenografías italiano activo en España. 

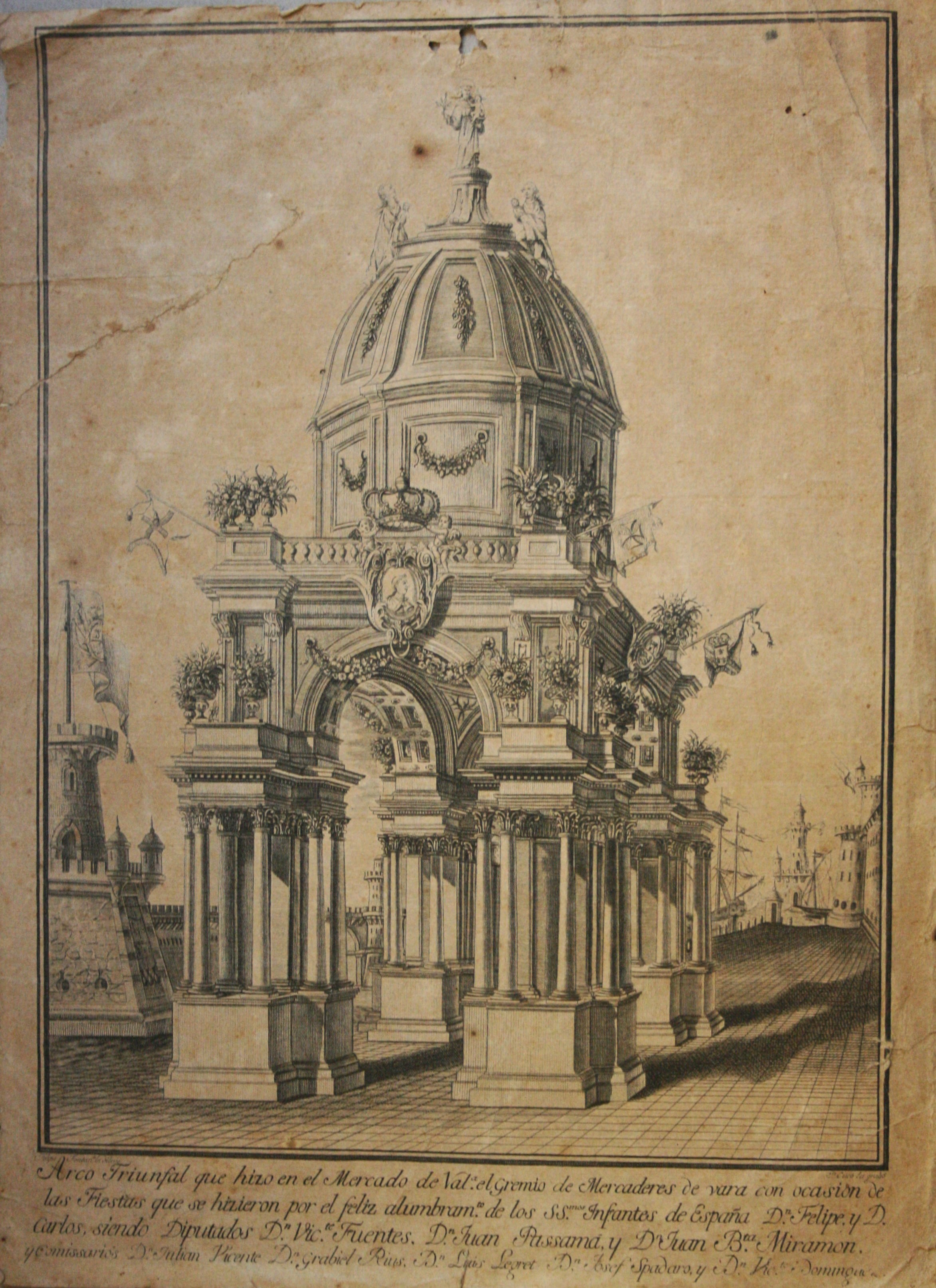
Grabado en talla dulce de Pascual Cucó por dibujo de Felipe Fontana: Arco triunfal que hizo en el Mercado de Valencia el gremio de Mercaderes de vara con ocasión de las Fiestas que se hicieron por el feliz alumbramiento de los SS.^{mos} Infantes D. Felipe y D. Carlos... 1783.

## Biografía
Según Marcos Antonio de Orellana, descendiente de una familia de pintores y arquitectos boloñeses, Fontana habría estudiado cuatro años con Domingo Doti en la Academia Clementina de su ciudad natal y, posteriormente, otros ocho con el arquitecto y escenógrafo Antonio Galli da Bibbiena, antes de trasladarse a España con veintitrés años. También Orellana le atribuyó los grabados —no firmados— de la tercera edición de la obra del hermano de su maestro, Ferdinando Galli Bibbiena, Direzioni A´ Giovani Studenti nel Disegno dell'Architettura Civile, Nell' Accademia Clementina Dell'Instituto delle Scienze, publicada en Bolonia, en la estampería de Lelio dalla Volpe, en 1764.
Llegó a Valencia en 1767, formando parte como escenógrafo de una compañía italiana de ópera. Al no poder ejercer como arquitecto por no estar adscrito a ninguna academia, se ocupó en la pintura al fresco de perspectivas arquitectónicas fingidas en fachadas e interiores de iglesias y casas nobiliarias, como la de la familia Escoto. En 1770 se encargó de las arquitecturas fingidas del gran mural del presbiterio y portadas de los pies y sacristía de la iglesia del Temple de Valencia con motivos palladianos de evidente clasicismo. En Castellón de la Plana pintó también con arquitecturas fingidas el frontis de la iglesia de San Francisco. Como tracista y no solo como pintor escenógrafo, es suyo el primer proyecto del Teatro Principal de Valencia, con todo su aparato escénico, diseño que mereció la aprobación de fray Francisco Cabezas y, enviados los planos a Madrid en 1775, de Ventura Rodríguez, aunque posteriormente sería muy modificada su traza. Por proyecto suyo se construyó en 1786 la puerta de Ruzafa, en la muralla valenciana, demolida en 1865. Dio también trazas para arquitecturas efímeras con motivo de las fiestas celebradas en Valencia en 1784 por la firma de las paces con Gran Bretaña y el nacimiento de los infantes gemelos Felipe y Carlos, hijos del todavía príncipe de Asturias Carlos IV.

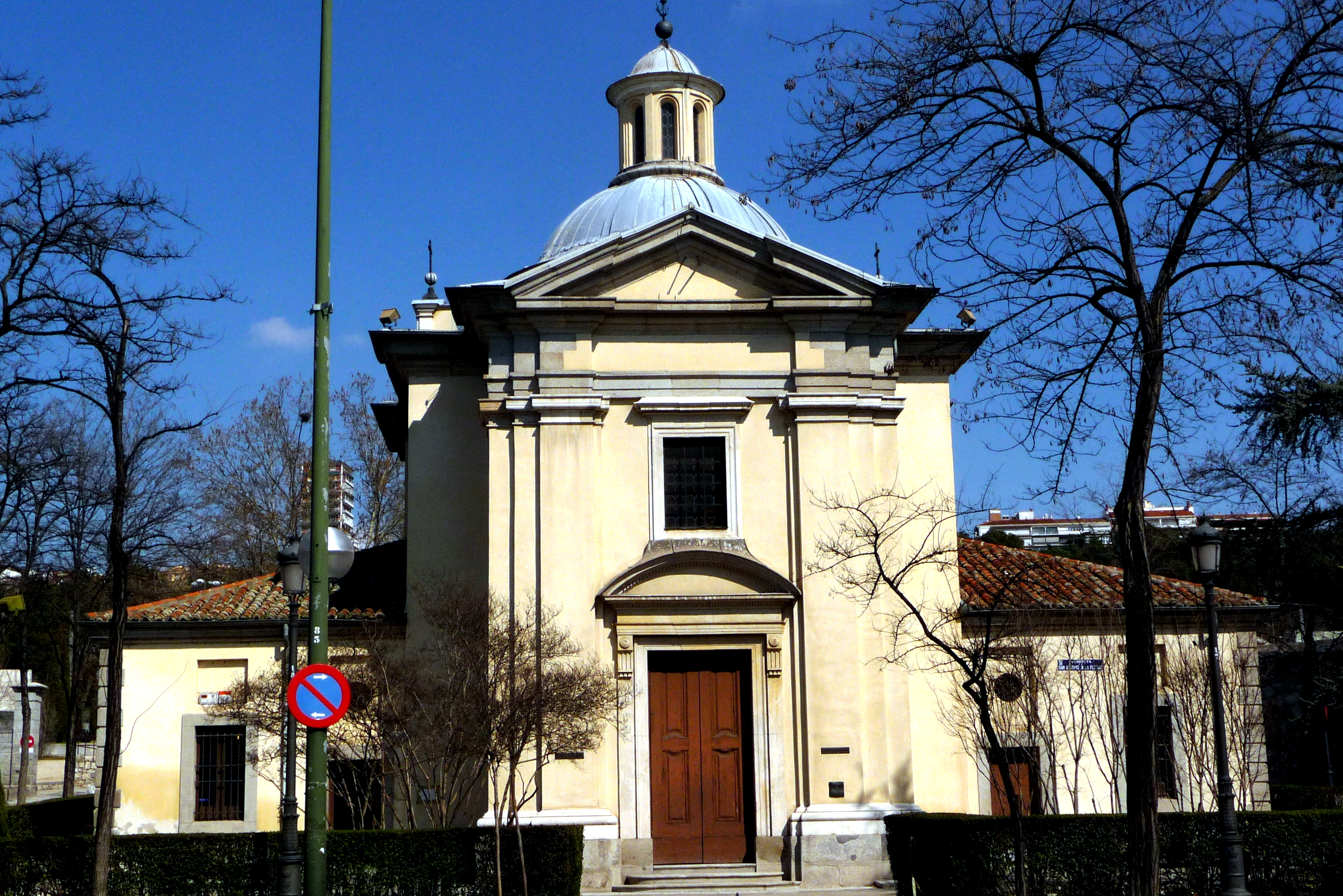
Madrid, ermita de San Antonio de la Florida

En carta fechada en Madrid el 3 de septiembre de 1775 solicitó ayuda al duque de Alba, Fernando de Silva y Toledo para ser admitido en la Academia de San Fernando, apoyado por Ventura Rodríguez, pero solo consiguió ser admitido en la Academia de San Carlos de Valencia el 17 de septiembre de 1775.
En 1786 se estableció en Madrid, encargándose desde ese mismo año de la instalación del belén del príncipe de Asturias y, en 1789, con motivo de su coronación como Carlos IV, se encargó de las decoraciones efímeras de la escalera del Palacio Real y de la fachada del palacio del marqués de Cogolludo. Director de las obras del Coliseo del Buen Retiro, tras adquirir Carlos IV en 1792 la finca de la Florida al marqués de Castel-Rodrigo y otras fincas adyacentes al norte de los jardines de palacio, se le encargó el 24 de mayo del mismo año la configuración del Real Sitio de la Florida, iniciándose inmediatamente trabajos de excavación y acondicionamiento del terreno. El proyecto de Fontana para el Real Sitio, aunque perdidas las trazas y la maqueta que presentó, puede seguirse por el inventario de los diseños, planos y modelos que su viuda entregó en 1800 al administrador de la finca. Con ellos hubo de entregar también el libro de diseños del palacio de Caserta en Nápoles que Carlos IV le había prestado para que le sirviera de modelo.
Con todo detalle, en los jardines había proyectado fuentes, invernáculos y cascadas. Menos seguridad hay en cuanto al palacio, pues no está claro si se proponía remodelar el viejo palacio del marqués de Castel-Rodrigo o construir uno de nueva planta. En cualquier caso, el proyecto quedó suspendido por su elevado coste en mayo de 1793, «considerando a la Nación en un estado deplorable», y los únicos pagos de 1794 en adelante serán los destinados a la edificación de la nueva ermita de San Antonio de la Florida, dentro de los cánones del neoclasicismo, en la que, a partir de 1798, trabajará Goya en la decoración mural.
Avanzadas las obras de construcción de la ermita y trabajándose ya en el interior, concebido como un proyecto decorativo integral, en el que se revela la formación escenográfica del arquitecto, en abril de 1797 se informa de que Fontana se hallaba enfermo y falto de vista, habiéndole prescrito los facultativos tomar las aguas en Archena, en el Reino de Murcia, a donde había marchado con licencia para seis u ocho meses. No llegó a reponerse y, sin reincorporarse al trabajo, falleció en Madrid el 22 de agosto de 1800. En septiembre su viuda entregó al interventor de la Real Florida los «Diseños, Planes y Modelos del Palacio, Jardines, Fuentes, Cascadas, Ymbernaculos, Galerías y Hermita de San Antonio de la Florida, ejecutados por don Phelipe Fontana», su esposo.